# Teucholabis (Teucholabis) ducalis
Teucholabis (Teucholabis) ducalis is een tweevleugelige uit de familie steltmuggen (Limoniidae). De soort komt voor in het Neotropisch gebied.